# Ирбисту (ледник)
Ирбисту — долинный ледник в Алтайских горах. Административно расположен на территории Кош-Агачского района Республики Алтай.

## Описание
Высотный ледник северной экспозиции, является самым крупным в группе из 16 ледников бассейна реки Елангаш, в каталоге ледников СССР учтён под номером 30. Ледник занимает хорошо разработанную высотную долину, расположенную выше, чем большинство ледниковых долин бассейна реки Чуи. Из ледника берёт начало река Турой, правый приток реки Елангаш. Впервые был описан В. В. Сапожниковым в 1897 году.

## Галерея

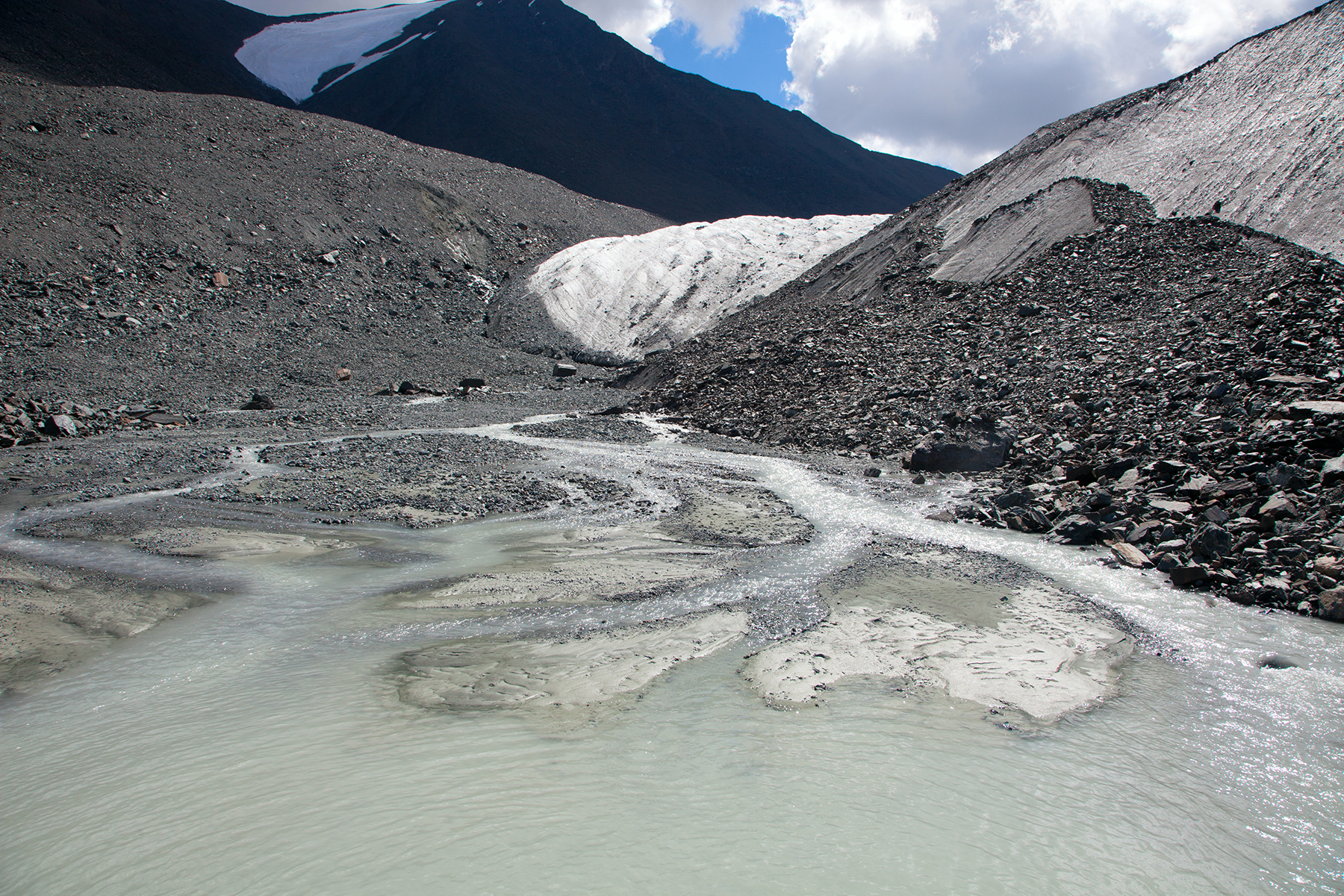
Начало реки Турой
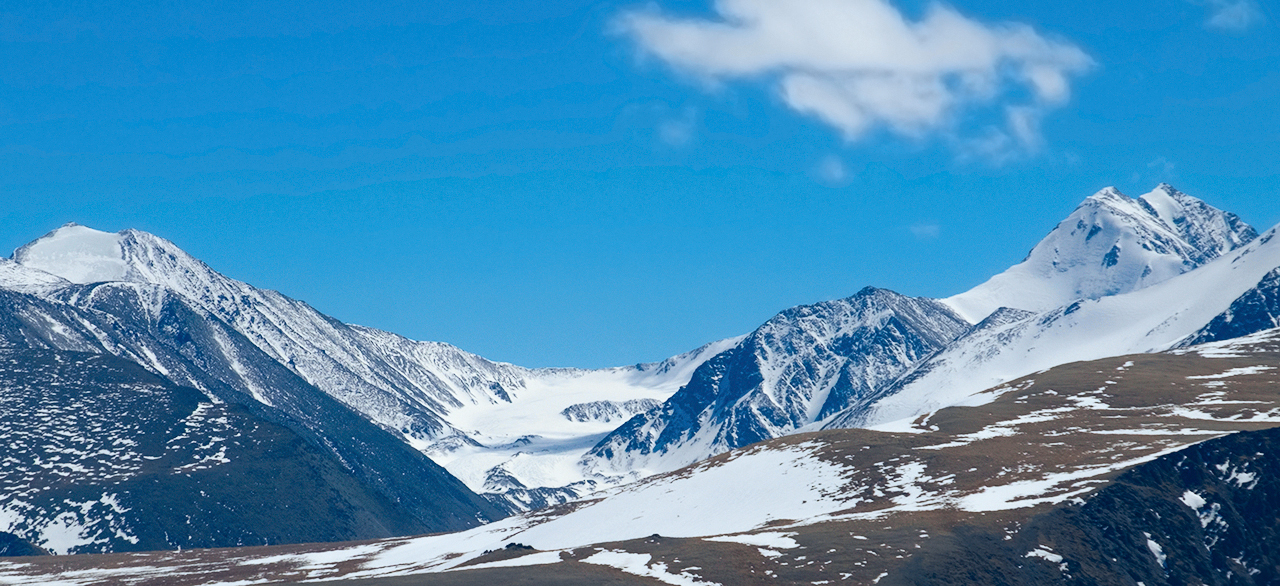
Вершина Ирбисту справа
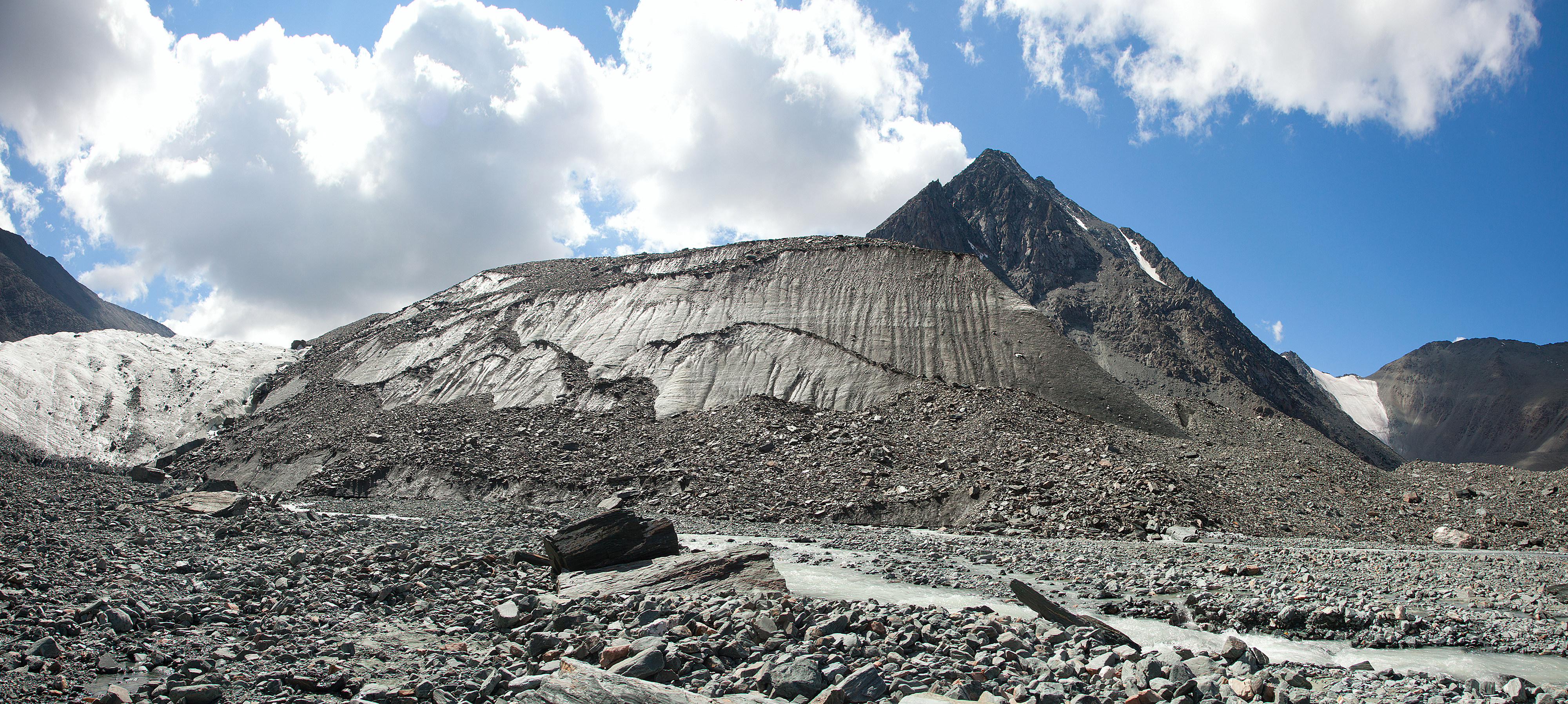
Ледяная стена